# Йон Чубук
Йон Чубук (рум. Ion Ciubuc; 29 травня 1943, Хедереуць, Румунське королівство — 29 січня 2018, Кишинів) — молдовський політик, колишній прем'єр-міністр Республіки Молдова.

## Життєпис
Народився в селі Хедереуць (нині Окницький район).

### Освіта
У 1970 році закінчив Одеський сільськогосподарський інститут, за фахом — агроном-економіст. Працював на різних керівних посадах в економічних одиницях і в державних органах.

### Кар'єра
У 1984—1986 роках був першим заступником голови Державного комітету планування Молдавської РСР.
У 1986—1989 роках працював завідувачем відділу Науково-дослідного інституту в галузі сільського господарства, а до 1990 — заступником голови Агропромислового союзу Молдавської РСР.
У 1990—1991 роках був першим заступником міністра національної економіки МРСР.
З березня 1991 по вересень 1991 — першим заступником прем'єр-міністра, постійним представником Уряду МРСР при кабінеті міністрів СРСР.
З вересня 1992 по квітень 1994 — перший заступник міністра закордонних справ Республіки Молдова.
З квітня 1994 по грудень 1994 працював першим заступником міністра економіки Республіки Молдова. Мав вчений ступінь доктора економічних наук. Постановою Парламенту від 27 грудня 1994 призначений на посаду голови Рахункової палати.
З січня 1997 по лютий 1999 —прем'єр-міністр Молдови.

## Родина
Батько двох дітей.